# Richard Hale
Richard Hale (Rogersville, 16 novembre 1892 – Northridge, 18 maggio 1981) è stato un attore e cantante lirico statunitense.
Ha recitato in oltre 60 film dal 1944 al 1977 ed è apparso in oltre 70 produzioni televisive dal 1951 al 1978.

## Biografia
Richard Hale nacque a Rogersville, in Tennessee, il 16 novembre 1892. Cantante lirico e baritono durante gli anni venti e trenta, sviluppò le sue doti interpretative lavorando prima per il teatro e poi, dagli anni quaranta, per il cinema e per la televisione.
Per gli schermi televisivi vanta una lunga serie di partecipazioni a serie televisive. Interpretò tra gli altri, il capo indiano Winnemucca in un doppio episodio della serie Bonanza nel 1966 (più altri due episodi con altri ruoli). Continuò la sua carriera per la televisione, impersonando una miriade di ruoli minori e inanellando una serie di apparizioni da guest star in decine di episodi di serie televisive, dall'epoca d'oro della televisione statunitense fino agli anni settanta.
Per il cinema ha interpretato, tra gli altri, Purdy in La legge del Signore (1956) e Nathan Radley in Il buio oltre la siepe (1962).
Per il piccolo schermo la sua ultima interpretazione risale all'episodio Sons della serie televisiva Pepper Anderson - Agente speciale, trasmesso il 15 febbraio 1978. Per ciò che concerne il suo curriculum cinematografico, l'ultima interpretazione risale al film horror  Evil Town (1977) in cui interpreta Lester Wylie.
Morì a Northridge, in California, il 18 maggio 1981 e fu cremato.

## Filmografia

### Cinema
- Nessuno sfuggirà (None Shall Escape), regia di André De Toth (1944)
- Knickerbocker Holiday, regia di Harry Joe Brown (1944)
- Girl in the Case, regia di William Berke (1944)
- Contrattacco (Counter-Attack), regia di Zoltan Korda (1945)
- Notti d'oriente (A Thousand and One Nights), regia di Alfred E. Green (1945)
- I predoni della città (Abilene Town), regia di Edwin L. Marin (1946)
- La terra dei senza legge (Badman's Territory), regia di Tim Whelan (1946)
- The Devil's Mask, regia di Henry Levin (1946)
- The Man Who Dared, regia di John Sturges (1946)
- Orchidea bianca (The Other Love), regia di André De Toth (1947)
- Port Said, regia di Reginald Le Borg (1948)
- Queen Esther, regia di John T. Coyle (1948)
- L'indiavolata pistolera (The Beautiful Blonde from Bashful Bend), regia di Preston Sturges (1949)
- Tutti gli uomini del re (All the King's Men), regia di Robert Rossen (1949)
- The Pilgrimage Play, regia di Frank R. Strayer (1949)
- Life of St. Paul Series, regia di John T. Coyle (1949)
- Condannato! (Convicted), regia di Henry Levin (1950)
- L'aquila del deserto (The Desert Hawk), regia di Frederick De Cordova (1950)
- Kim, regia di Victor Saville (1950)
- Tutto per tutto (Inside Straight), regia di Gerald Mayer (1951)
- I tre soldati (Soldiers Three), regia di Tay Garnett (1951)
- Solitudine (Night Into Morning), regia di Fletcher Markle (1951)
- L'avventuriera (The Law and the Lady), regia di Edwin H. Knopf (1951)
- Angels in the Outfield, regia di Clarence Brown (1951)
- Lo sconosciuto (The Unknown Man), regia di Richard Thorpe (1951)
- La casa del corvo (The Man with a Cloak), regia di Fletcher Markle (1951)
- Jeff, lo sceicco ribelle (Flame of Araby), regia di Charles Lamont (1951)
- Avvocato di me stesso (Young Man with Ideas), regia di Mitchell Leisen (1952)
- Scaramouche, regia di George Sidney (1952)
- When in Rome, regia di Clarence Brown (1952)
- Nostra Signora di Fatima (The Miracle of Our Lady of Fatima), regia di John Brahm (1952)
- L'oro dei Caraibi (Caribbean), regia di Edward Ludwig (1952)
- La maschera di fango (Springfield Rifle), regia di André De Toth (1952)
- La marcia del disonore (Rogue's March), regia di Allan Davis (1953)
- I pascoli d'oro (San Antone), regia di Joseph Kane (1953)
- Giulio Cesare (Julius Caesar), regia di Joseph L. Mankiewicz (1953)
- La primula rossa del Sud (The Vanquished), regia di Edward Ludwig (1953)
- Il mare dei vascelli perduti (Sea of Lost Ships), regia di Joseph Kane (1953)
- Il diamante del re (The Diamond Queen), regia di John Brahm (1953)
- Giarrettiere rosse (Red Garters), regia di George Marshall (1954)
- Il cavaliere implacabile (Passion), regia di Allan Dwan (1954)
- Rullo di tamburi (Drum Beat), regia di Delmer Daves (1954)
- Annibale e la vestale (Jupiter's Darling), regia di George Sidney (1955)
- La febbre dell'uranio (Canyon Crossroads), regia di Alfred L. Werker (1955)
- Il covo dei contrabbandieri (Moonfleet), regia di Fritz Lang (1955)
- Gli ostaggi (A Man Alone), regia di Ray Milland (1955)
- Man on a Bus, regia di Joseph H. Lewis – cortometraggio (1955)
- I pilastri del cielo (Pillars of the Sky), regia di George Marshall (1956)
- La legge del Signore (Friendly Persuasion), regia di William Wyler (1956)
- Scorciatoia per l'inferno (Short Cut to Hell), regia di James Cagney (1957)
- Gli evasi del terrore (Voice in the Mirror), regia di Harry Keller (1958)
- Ben-Hur, regia di William Wyler (1959)
- Tre contro tutti (Sergeants 3), regia di John Sturges (1962)
- La torre di Londra (Tower of London), regia di Roger Corman (1962)
- Il buio oltre la siepe (To Kill a Mockingbird), regia di Robert Mulligan (1962)
- Scusa, me lo presti tuo marito? (Good Neighbor Sam), regia di David Swift (1964)
- The Other Wise Man, regia di Eddie Dew – cortometraggio (1969)
- Dr. Heidegger's Experiment, regia di Larry Yust – cortometraggio (1969)
- L'ultimo eroe del West (Scandalous John), regia di Robert Butler (1971)
- The Limit, regia di Yaphet Kotto (1972)
- Un piccolo indiano (One Little Indian), regia di Bernard McEveety (1973)
- Fuga a tre (Rafferty and the Gold Dust Twins), regia di Dick Richards (1975)
- Incredibile viaggio verso l'ignoto (Escape to Witch Mountain), regia di John Hough (1975)
- Complotto di famiglia (Family Plot), regia di Alfred Hitchcock (1976)
- Evil Town, regia di Curtis Hanson, Larry Spiegel e Peter S. Traynor (1977)

### Televisione
- China Smith – serie TV, episodio 1x17 (1952)
- Family Theatre – serie TV, 3 episodi (1951-1953)
- Life with Father – serie TV, episodio 1x01 (1953)
- Climax! – serie TV, episodio 1x10 (1954)
- Passport to Danger – serie TV, 1 episodio (1954)
- Schlitz Playhouse of Stars – serie TV, episodio 4x28 (1955)
- City Detective – serie TV, episodi 1x04-2x23 (1953-1955)
- Soldiers of Fortune – serie TV, episodio 1x15 (1955)
- Four Star Playhouse – serie TV, 6 episodi (1953-1956)
- General Electric Theater – serie TV, 2 episodi (1953-1961)
- Passport to Danger – serie TV, un episodio (1954)
- Climax! – serie TV, un episodio (1954)
- Soldiers of Fortune – serie TV, un episodio (1955)
- Cavalcade of America – serie TV, un episodio (1955)
- Medic – serie TV, 2 episodi (1956)
- You Are There – serie TV, un episodio (1956)
- On Trial – serie TV, un episodio (1956)
- Telephone Time – serie TV, episodi 1x15-2x10 (1956)
- The Californians – serie TV, 2 episodi (1957-1958)
- The Adventures of Jim Bowie – serie TV, 4 episodi (1957-1958)
- Trackdown – serie TV, 2 episodi (1957-1958)
- Carovane verso il west (Wagon Train) – serie TV, 3 episodi (1957-1963)
- Perry Mason – serie TV, 4 episodi (1957-1964)
- The 20th Century-Fox Hour – serie TV, episodio 2x15 (1957)
- Broken Arrow – serie TV, un episodio (1957)
- Alcoa Theatre – serie TV, un episodio (1957)
- Gli uomini della prateria (Rawhide) – serie TV, 3 episodi (1959-1964)
- The Texan – serie TV, episodio 1x26 (1959)
- Peter Gunn – serie TV, episodio 1x33 (1959)
- Philip Marlowe – serie TV, episodio 1x08 (1959)
- Maverick – serie TV, 3 episodi (1960-1962)
- Shotgun Slade – serie TV, un episodio (1960)
- Avventure lungo il fiume (Riverboat) – serie TV, un episodio (1960)
- Lawman – serie TV, un episodio (1960)
- Ispettore Dante (Dante) – serie TV, episodio 1x04 (1960)
- Bronco – serie TV, 2 episodi (1960)
- Avventure in paradiso (Adventures in Paradise) – serie TV, episodio 2x08 (1960)
- Thriller – serie TV, 2 episodi (1961-1962)
- Alfred Hitchcock presenta (Alfred Hitchcock Presents) – serie TV, un episodio (1961)
- Alcoa Presents: One Step Beyond – serie TV, un episodio (1961)
- Tales of Wells Fargo – serie TV, 2 episodi (1961)
- Cheyenne – serie TV, un episodio (1961)
- Il padre della sposa (Father of the Bride) – serie TV, un episodio (1961)
- Il magnifico King (National Velvet) – serie TV, episodio 2x20 (1962)
- The Wide Country – serie TV, episodio 1x14 (1963)
- Dakota (The Dakotas) – serie TV, episodio 1x01 (1963)
- The Travels of Jaimie McPheeters – serie TV, episodio 1x22 (1964)
- Destry – serie TV, un episodio (1964)
- L'ora di Hitchcock (The Alfred Hitchcock Hour) – serie TV, un episodio (1964)
- La legge di Burke (Burke's Law) – serie TV, episodio 2x18 (1965)
- I mostri (The Munsters) – serie TV, un episodio (1965)
- La grande vallata (The Big Valley) – serie TV, episodio 1x06 (1965)
- Bonanza – serie TV, 4 episodi (1966-1967)
- Iron Horse – serie TV, 2 episodi (1966-1967)
- Petticoat Junction – serie TV, 2 episodi (1966-1967)
- La fattoria dei giorni felici (Green Acres) – serie TV, un episodio (1966)
- Agenzia U.N.C.L.E. (The Girl from U.N.C.L.E.) – serie TV, episodio 1x02 (1966)
- Daniel Boone – serie TV, un episodio (1966)
- I sentieri del west (The Road West) – serie TV, episodio 1x22 (1967)
- Gli invasori (The Invaders) – serie TV, un episodio (1967)
- Hondo – serie TV, episodio 1x15 (1967)
- Gunsmoke – serie TV, 4 episodi (1968-1973)
- Star Trek – serie TV, episodio 3x03 (1968)
- Selvaggio west (The Wild Wild West) – serie TV, episodio 4x04 (1968)
- Al banco della difesa (Judd for the Defense) – serie TV, un episodio (1968)
- Adam-12 – serie TV, un episodio (1969)
- Il grande teatro del west (The Guns of Will Sonnett) – serie TV, un episodio (1969)
- Mistero in galleria (Night Gallery) – serie TV, un episodio (1969)
- Arrivano le spose (Here Come the Brides) – serie TV, un episodio (1970)
- F.B.I. (The F.B.I.) – serie TV, un episodio (1971)
- Sesto senso (The Sixth Sense) – serie TV, un episodio (1972)
- Mannix – serie TV, un episodio (1972)
- Brock's Last Case – film TV (1973)
- Giovani cowboys (The Cowboys) – serie TV, un episodio (1974)
- Harry O – serie TV, un episodio (1976)
- Alla conquista del West (How the West Was Won) (1978)
- Pepper Anderson agente speciale (Police Woman) – serie TV, un episodio (1978)